# Opel Super 6
L'Opel Super 6 était une voiture de tourisme d'Adam Opel AG équipée d'un moteur six cylindres en ligne de 2,5 litres refroidi par eau et d'une propulsion arrière. Elle succédait à l'Opel 6 (qui avait un moteur six cylindres de 2 litres), fut présentée avec le nouveau modèle haut de gamme d'Opel, l'«Admiral», en février 1937 au 27e Salon de l'automobile et de la moto à Berlin et fut construite jusqu'en novembre 1938.
La conception avec un châssis séparé a permis de produire différentes carrosseries. En plus de la berline quatre portes, des cabriolets deux portes et des roadsters étaient également proposés. Le cabriolet Super 6 «Gläser» avec carrosserie de Gläser-Karosserie GmbH à Dresde était le joyau luxueux de cette gamme.
Après que 46 453 voitures «Super 6» ont été produites en près de deux ans, l'Opel Kapitän à carrosserie autoportante suivit fin 1938 avec le même moteur.

## Technologie
Comme sa prédécesseur, la Super 6 avait un cadre avec une traverse et la «suspension synchrone» d'Opel avec des genoux à ressorts Dubonnet sur l'essieu avant et un essieu rigide à l'arrière sur des ressorts à lames semi-elliptiques. Au départ, elle avait une simple direction à vis sans fin, puis, à partir de 1938, elle avait une direction à rouleaux fonctionnant en douceur (direction Gemmer). Alors que l'Opel 6 équipée d'un moteur de 2 litres était équipée d'une boîte de vitesses à quatre vitesses non synchronisée, la Super 6 de plus grande cylindrée était équipée d'une boîte de vitesses à trois vitesses synchronisées en 2ème et 3ème vitesses.
Comme l'"Admiral" (d'une cylindrée de 3,6 litres), la Super 6 fut la première Opel à être équipée d'un moteur six cylindres de 2,5 litres de conception nouvelle, avec commande de soupapes à soupapes en tête ("valves suspendues") et un arbre à cames latéral entraîné par engrenage droit, dont la conception de base a été utilisée dans tous les modèles Opel jusqu'en 1966 (à l'exception de la "Kadett", produite à partir de 1962).

## Divers
La vitesse maximale était de 117 km/h; Cependant, la vitesse continue de 100 km/h était plus importante, ce qui marquait la voiture comme étant «à l'épreuve de l'autoroute». L'essuie-glace était entraîné par l'arbre à cames via un embrayage mécanique; Celui-ci était encore disponible sur l'Opel Rekord P1 jusqu'en 1958.
La «Super 6» a particulièrement attirée l'attention en raison de son prix relativement bas de 3 350 Reichsmark. Le cabriolet quatre places coûtait 4 326 Reichsmark. Le modèle haut de gamme «Admiral» n'était disponible qu'à partir de 6 500 Reichsmark.

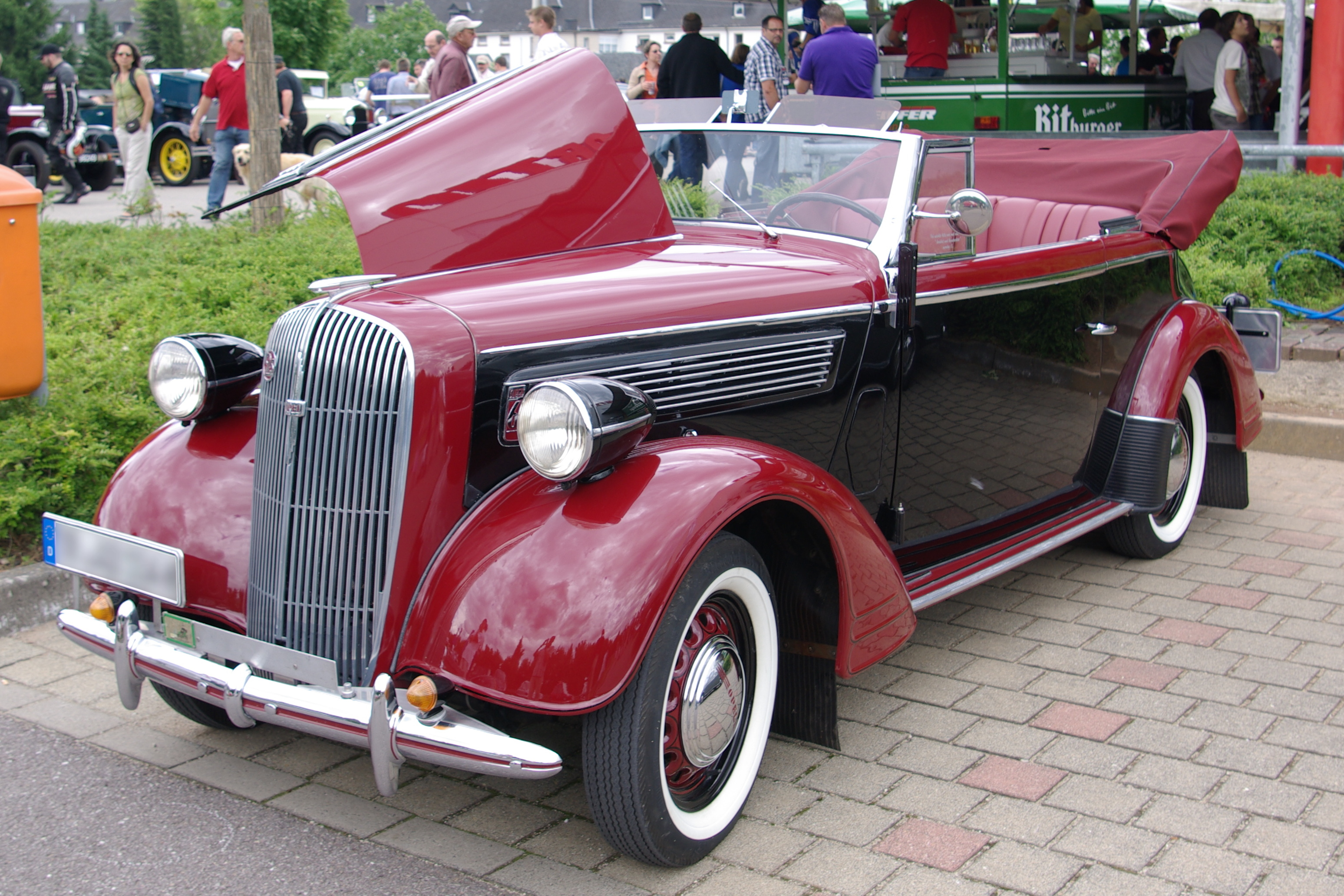
Opel Super 6 cabriolet (1937)
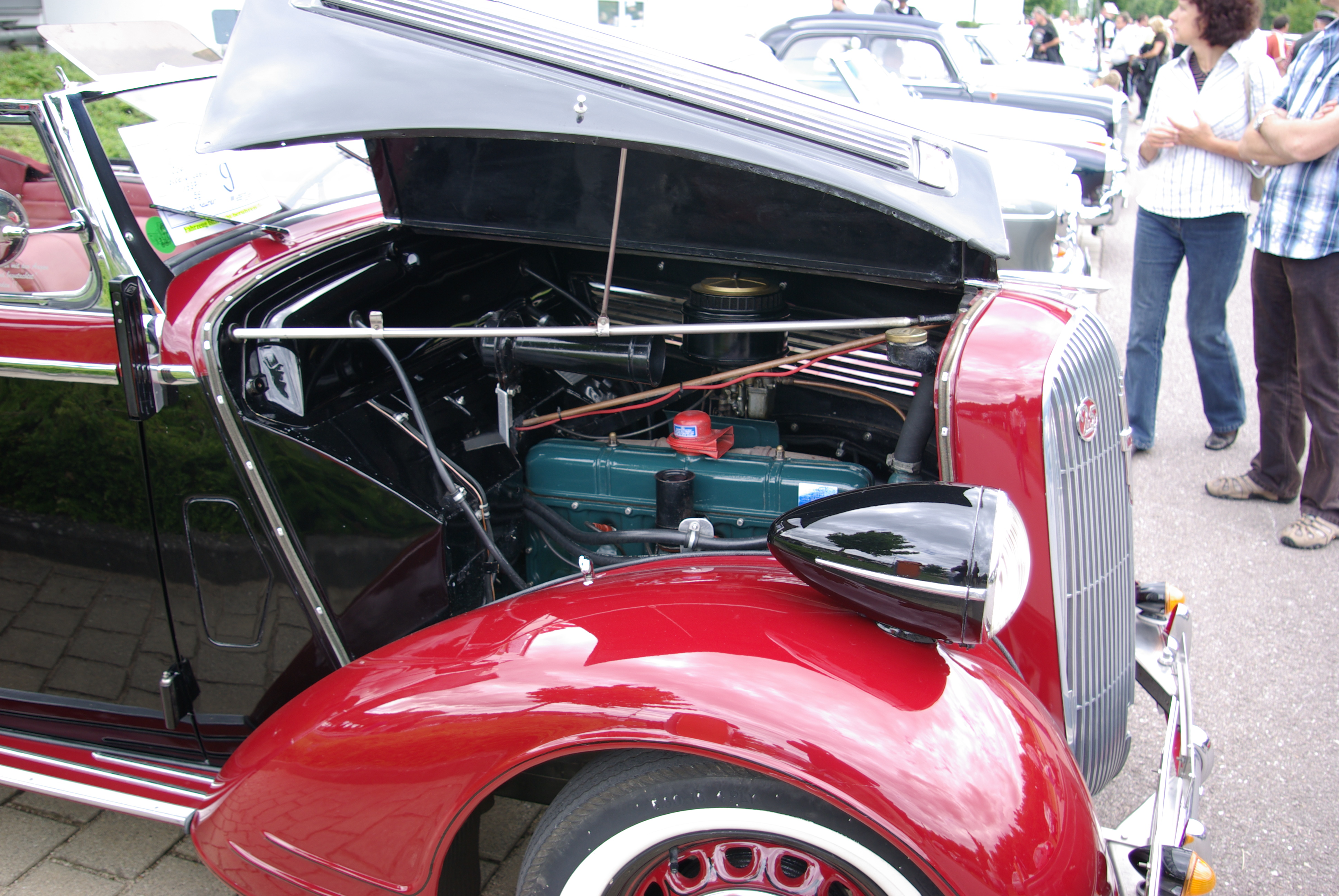
Moteur de la Super 6 cabriolet
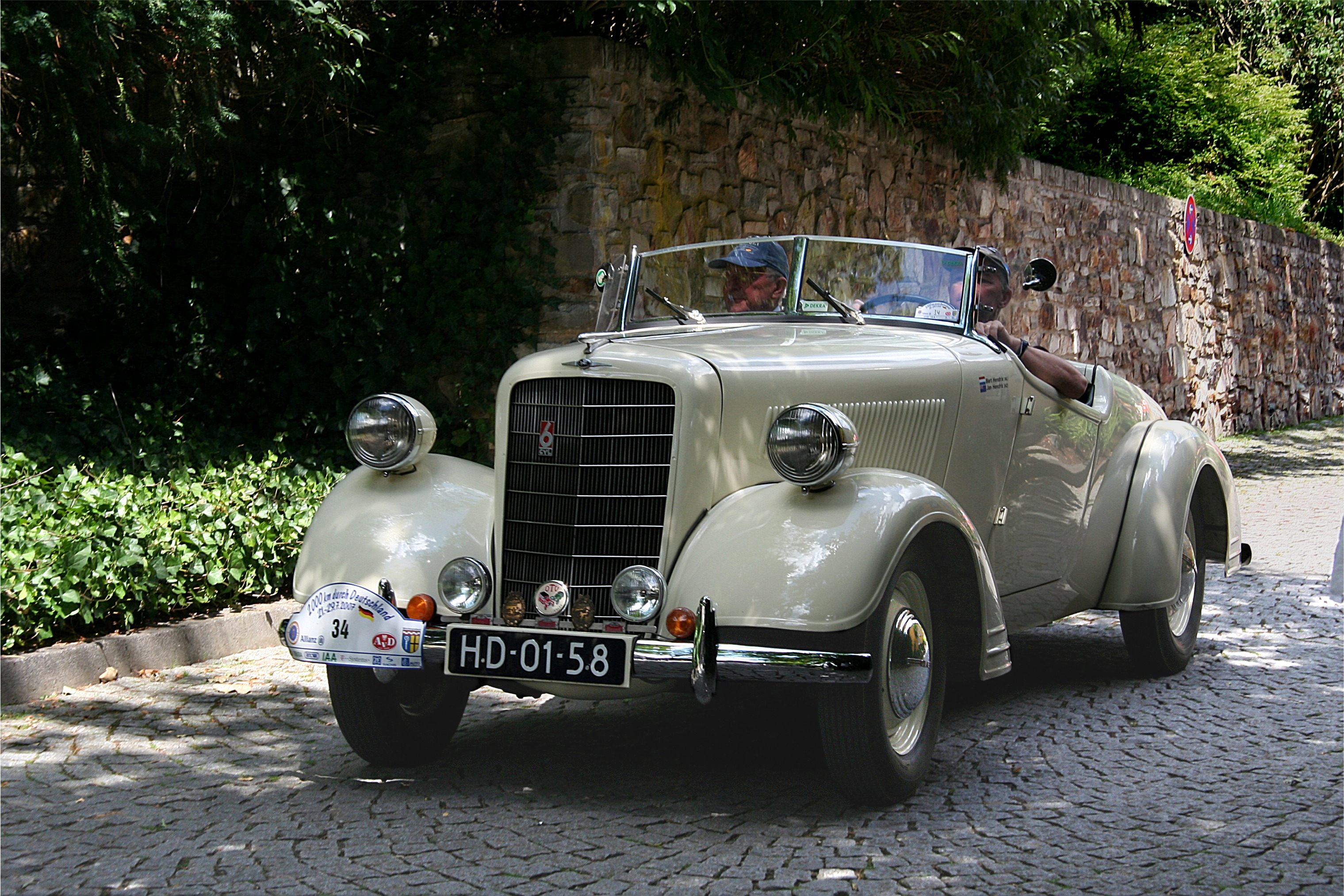
Opel Super 6 avec carrosserie roadster de Kühn (Halle-sur-Saale)